# Rhaphidhistia
Rhaphidhistia is een geslacht van sponsdieren uit de klasse van de Demospongiae (gewone sponzen).

## Soorten
- Rhaphidhistia belizensis Rützler, Piantoni, van Soest & Díaz, 2014
- Rhaphidhistia guajiraensis Díaz & Zea, 2014
- Rhaphidhistia mirabilis (Dendy, 1924)
- Rhaphidhistia spectabilis Carter, 1879